# Infiniti I
L'Infiniti I est une berline vendue exclusivement en Amérique du Nord de 1995 à 2004 par le label luxe de Nissan, Infiniti. Elles faisaient concurrence aux routières du type Mercedes Classe E, BMW Série 5, Acura TL... Dans la gamme Infiniti, elles s'intercalaient entre les berlines G20/35 et le haut de gamme Q45. Elles mirent la J30 à la retraite et furent remplacées par les M35/45.
Elles étaient aussi vendues sous le nom de Nissan Maxima ou de Nissan Cefiro.

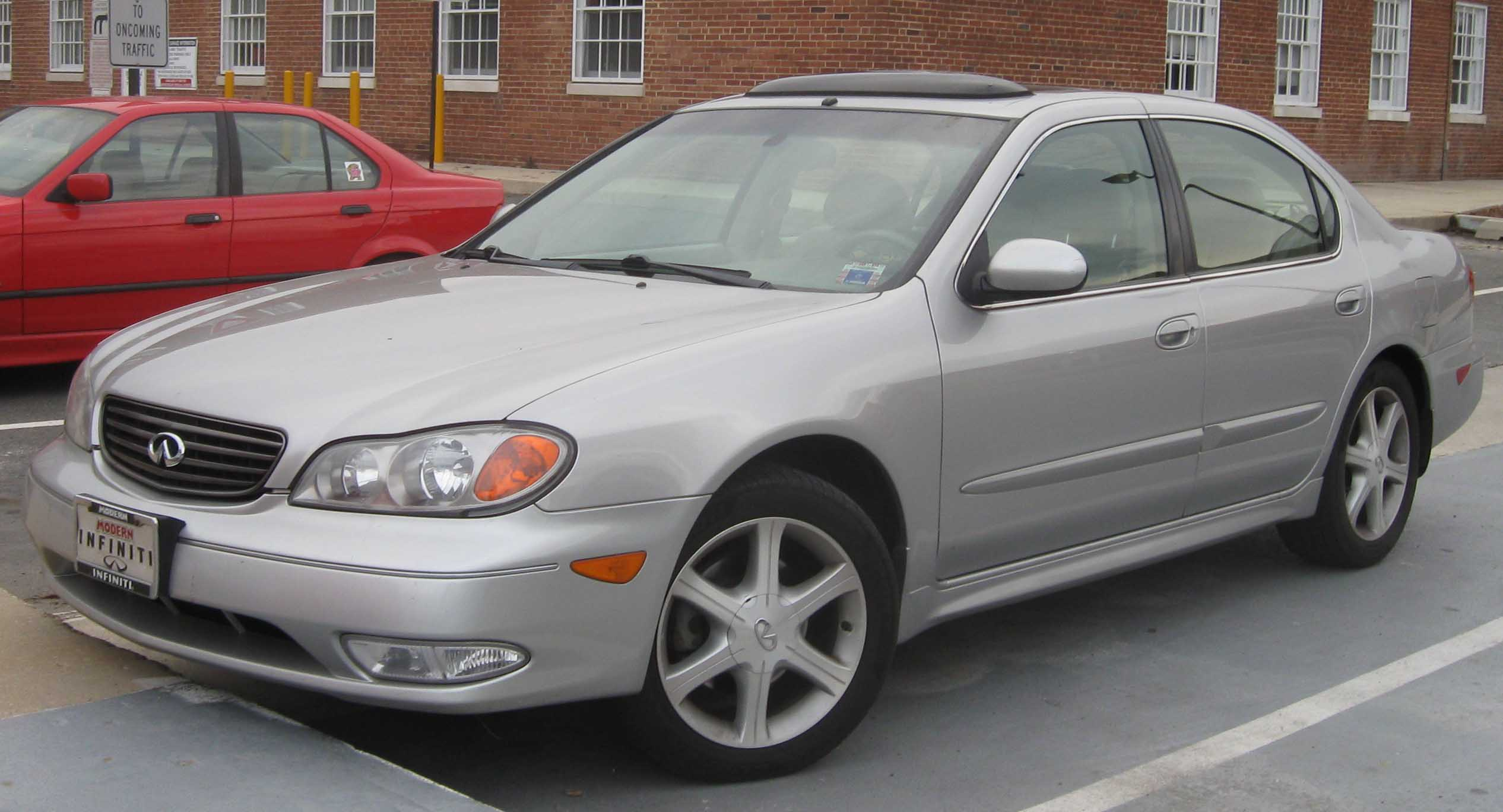
Infiniti I35

## I30: Première génération (1995-1999)
Apparue en 1995, cette Nissan Maxima/QX/Cefiro à peine maquillée s'est attaquée à l'une des catégories automobiles les plus concurrentielles du marché nord-américain. Mais cela n'a pas vraiment fonctionné puisqu'elle a été remplacée trois années après sa commercialisation.

### Motorisation
Un seul moteur essence sous le capot de l'I30:
- I30 : V6 3.0 L 190 ch.

Elle était disponible avec une boîte manuelle à cinq vitesses ou avec une boîte auto à quatre rapports.

### Galerie photos

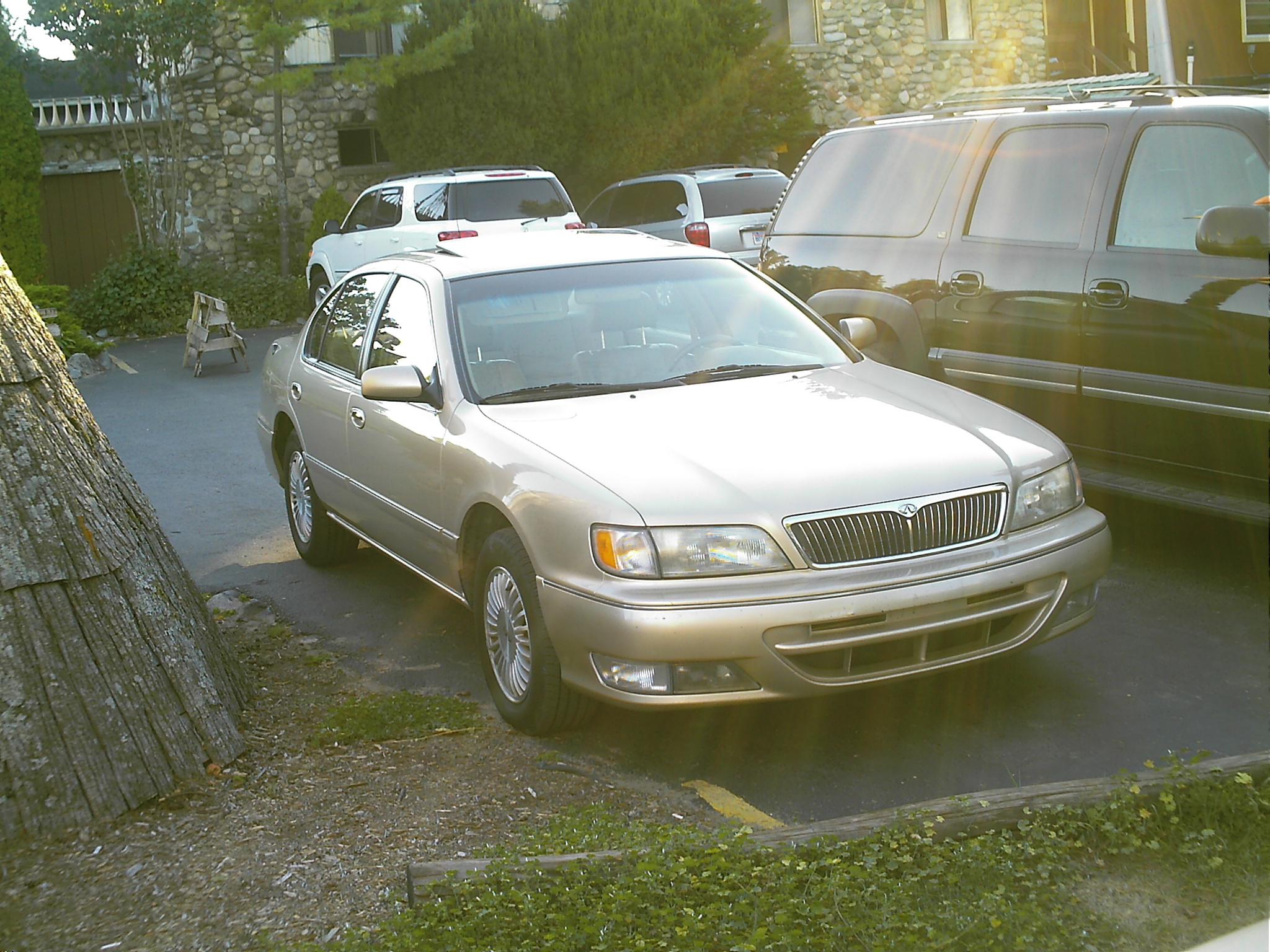
I 1re génération (I30)
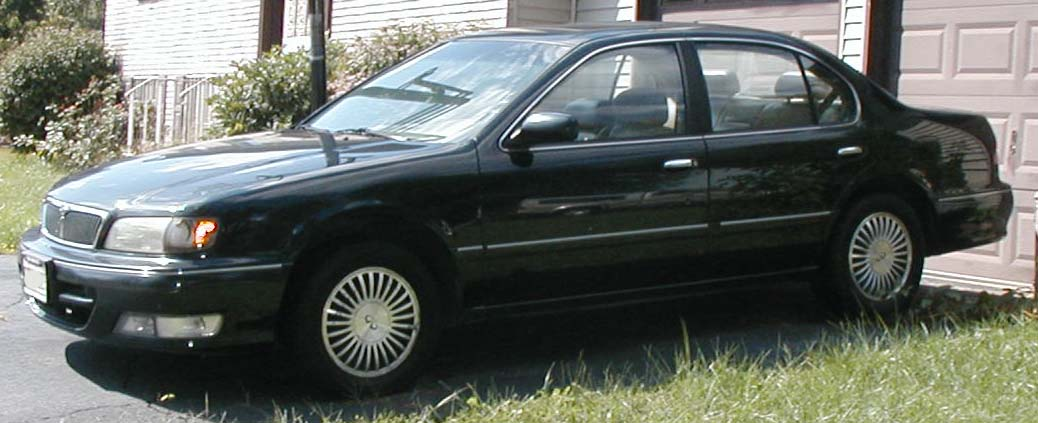
I 1re génération (I30)

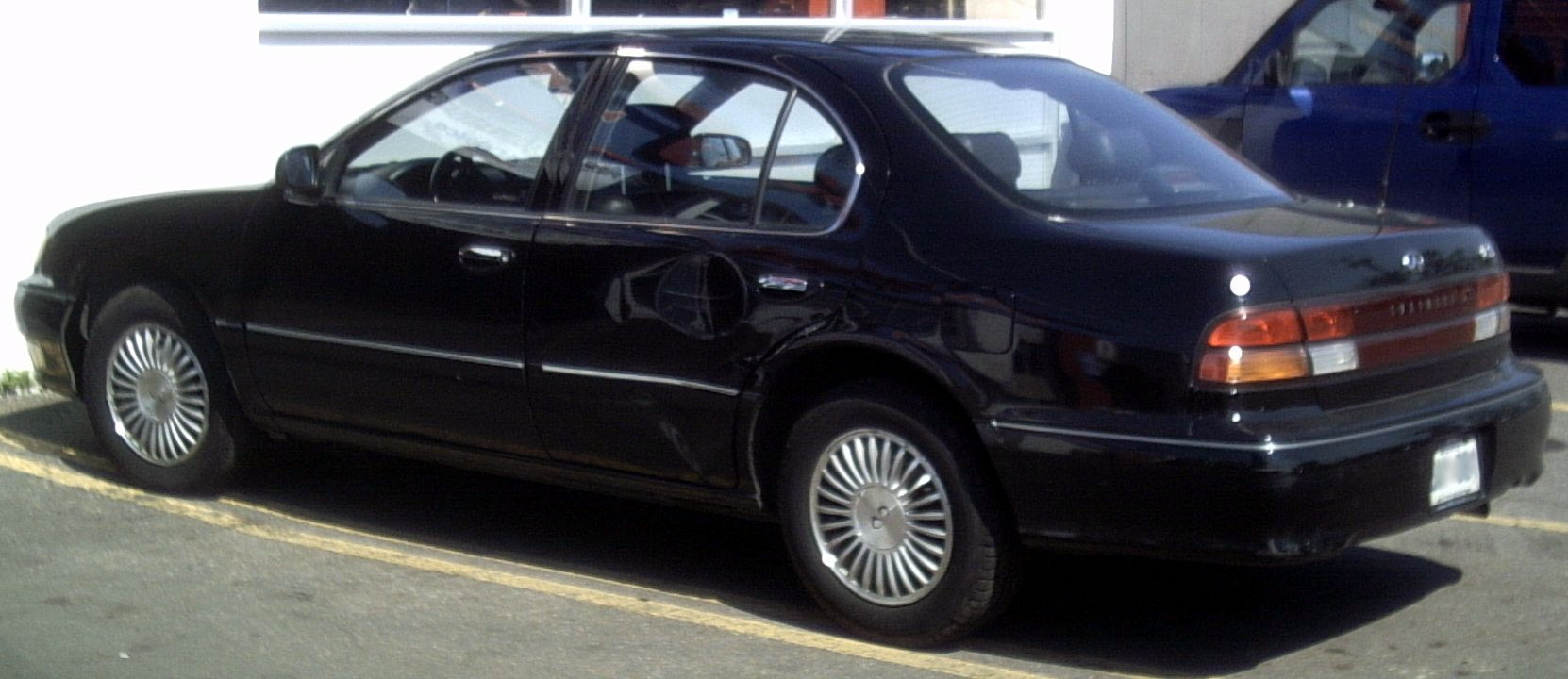
I 1re génération (I30)
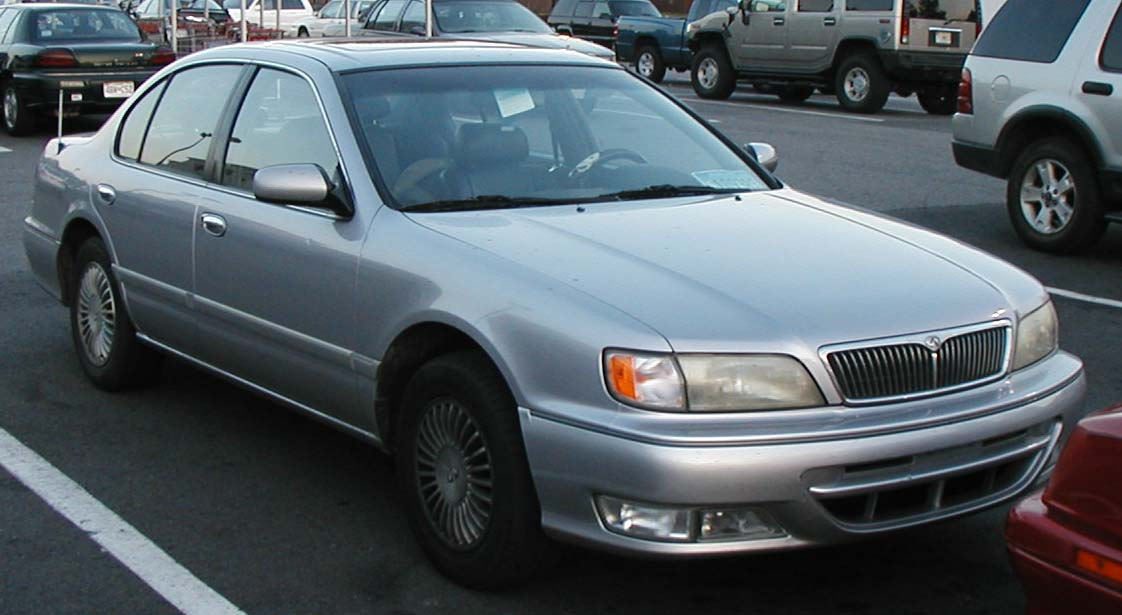
I 1re génération (I30)

## I30/35: Deuxième génération (1999-2004)
En 1999, le renouvellement de l'I est intervenu. La nouvelle est nettement plus longue (+1 cm) et existe en deux versions. La première est l'I30 vendue de 1999 à 2002; la seconde est l'I35 vendue de 2002 à 2004.

### Motorisations
Il y a eu deux moteurs essences différents:
- I30 : V6 3.0 L 227 ch. (1999-2002).
- I35 : V6 3.5 L 255 ch. (2002-2004).

Ces deux moteurs étaient couplé à une boîte auto à quatre rapports.

### Galerie photos

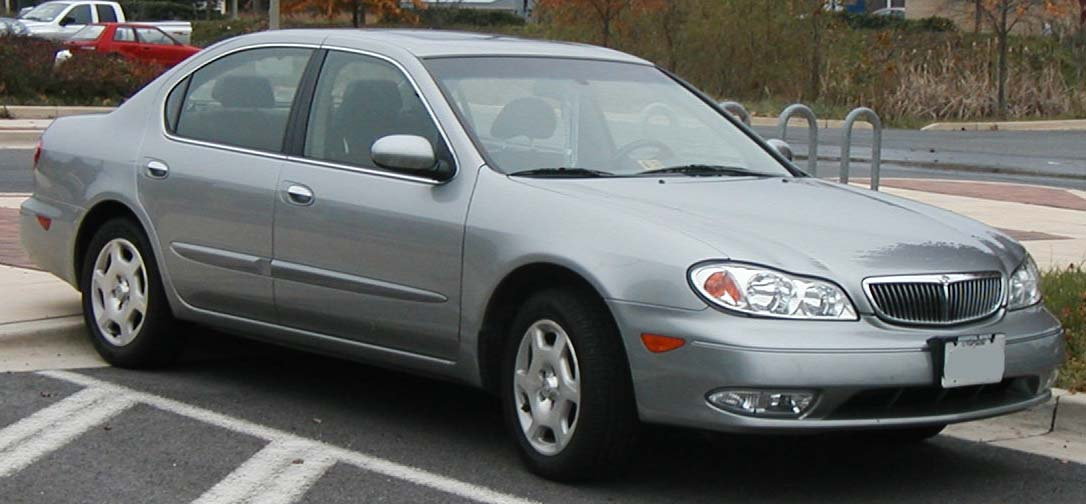
I 2e génération (I30/35)
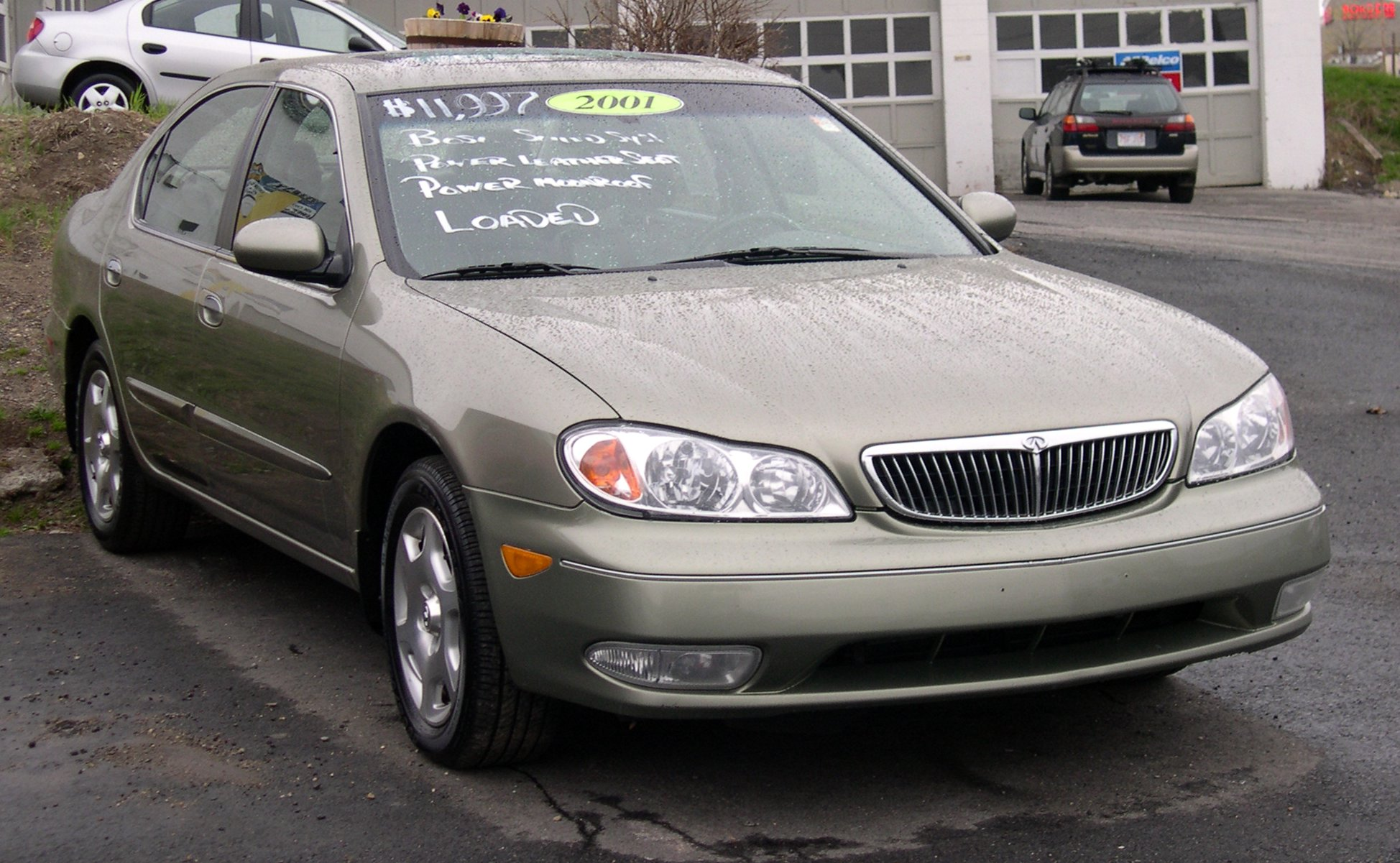
I 2e génération (I30/35)

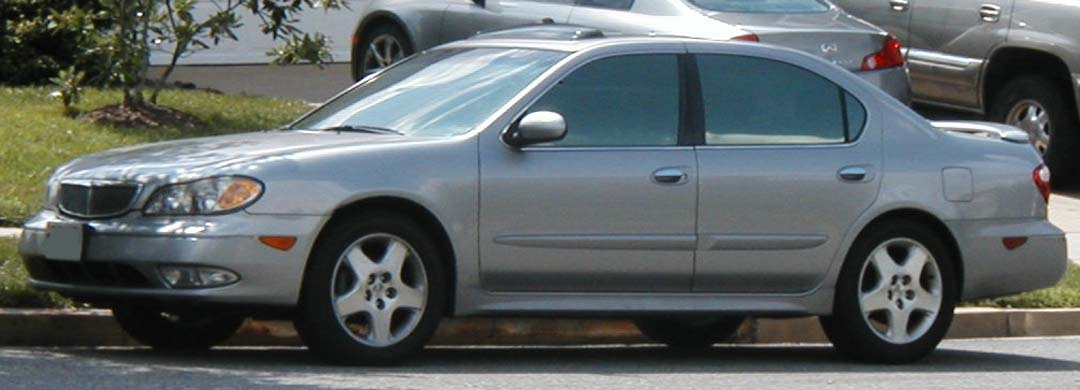
I 2e génération (I30/35)
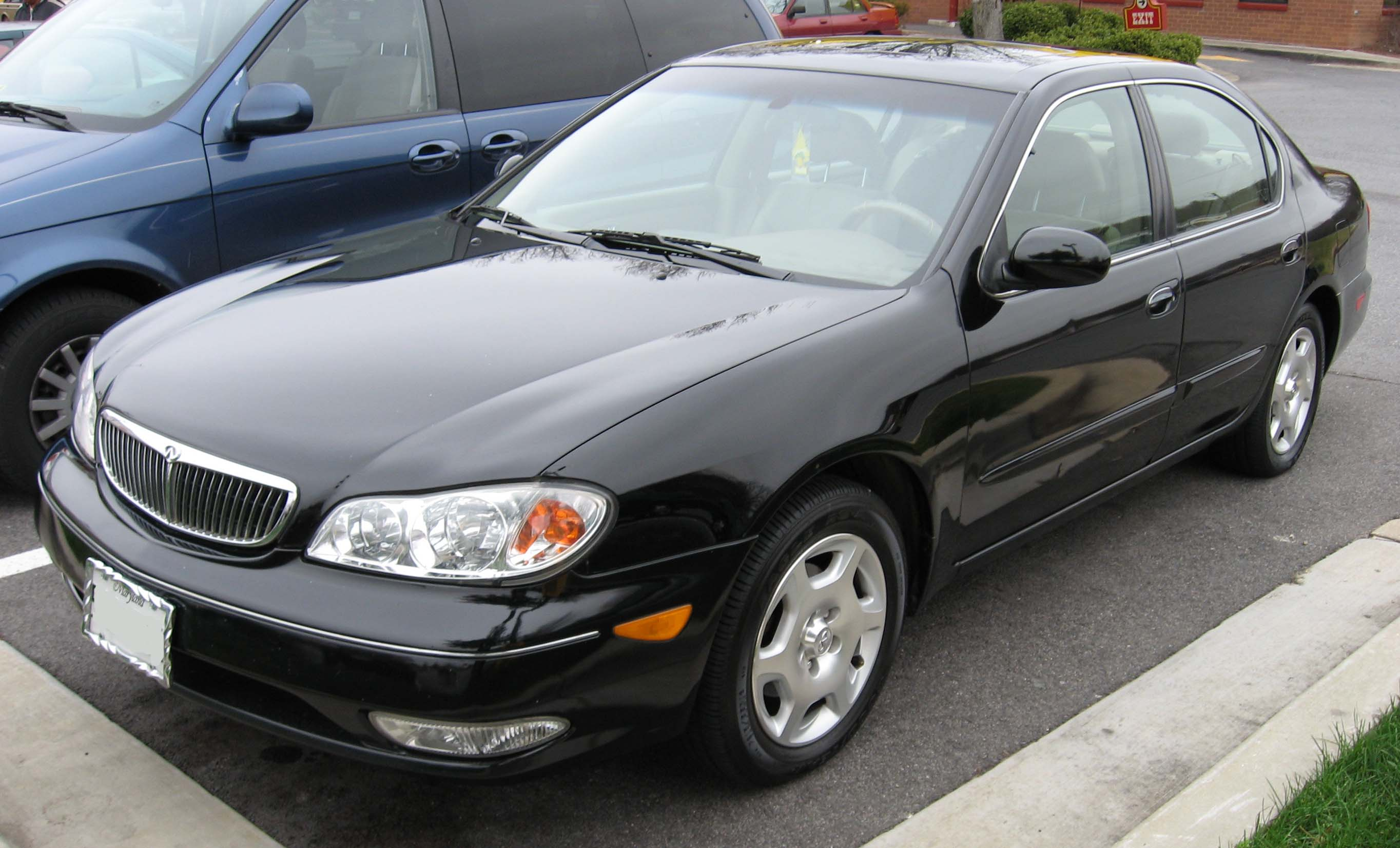
I 2e génération (I30/35)

## Ventes aux États-Unis
| Année | Ventes  | Diff.   |
| ----- | ------- | ------- |
| 1995  | NC      |         |
| 1996  | 27 057  |         |
| 1997  | NC      |         |
| 1998  | 26 350  |         |
| 1999  | 31 042  | +17,8 % |
| 2000  | 39 532  | +27,4 % |
| 2001  | 35 392  | -10,5 % |
| 2002  | 25 712  | -27,4 % |
| 2003  | 14 091  | -45,2 % |
| 2004  | 11 637  | -17,4 % |
| 2005  | 1 044   | -91 %   |
| 2006  | 3       | -99,7 % |
| 2007  | -       |         |
| 2008  | 1       |         |
| Total | 211 861 |         |